# Guerra cambojana-vietnamita
A Guerra Cambojana–Vietnamita ou Guerra Camboja–Vietnã, também invasão vietnamita do Camboja, foi um conflito armado ocorrido entre dezembro de 1978 e janeiro de 1979 entre a República Socialista do Vietnã e o Kampuchea Democrático, controlado pelo Khmer Vermelho. A guerra foi precedida por escaramuças ao longo das fronteiras terrestres e marítimas dos dois países entre 1975 e 1977. Os repetidos ataques do Exército Revolucionário Kampucheano na fronteira sudoeste do Vietnã, particularmente o Massacre de Ba Chúc, que resultou na morte de mais de 3 000 civis vietnamitas, foram uma das motivações da guerra. Em 25 de dezembro de 1978, o Vietnã lançou uma invasão em grande escala do Kampuchea e, subsequentemente, ocupou o país e removeu o Khmer Vermelho do poder.

## Contexto

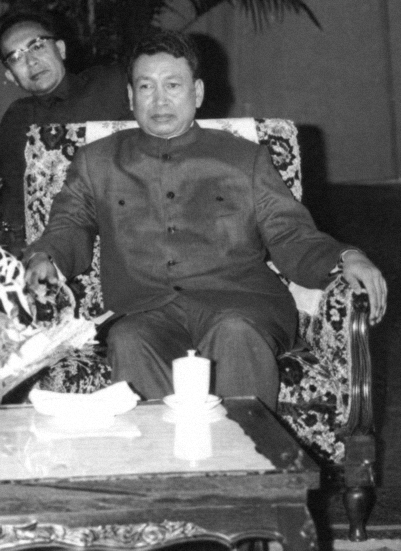
Pol Pot em maio de 1978.

O movimento comunista cambojano, originalmente criado durante a Guerra da Indochina com o apoio e controle do Partido dos Trabalhadores do Vietnã, escapa gradativamente, na década de 1960, da tutela de seus aliados vietnamitas. Seu secretário, Saloth Sâr (mais tarde conhecido pelo pseudônimo de Pol Pot), secretamente o rebatizou de Partido Comunista do Kampuchea e politicamente se tornou mais próximo da República Popular da China. Durante a guerra civil cambojana, teatro secundário da Guerra do Vietnã, o Quemer Vermelho — nome dado aos guerrilheiros liderados pelo PCK — beneficia-se do apoio do Vietnã do Norte mas age com independência crescente, a ponto de se recusar a participar, apesar dos pedidos vietnamitas, nas conversações que conduziram ao Acordos de Paz de Paris em 1973. Em 1975, o Quemer Vermelho se envolveu em uma corrida para tomar Phnom Penh antes que os próprios norte-vietnamitas tomassem Saigon e depois tivessem tempo para intervir no Camboja.
A partir do dia seguinte à queda de Phnom Penh em abril de 1975, parte das tropas do Quemer Vermelho recebeu a ordem de se deslocar para a fronteira vietnamita e as escaramuças os opõem aos Bộ đội norte-vietnamitas durante o mês de maio. Em junho, o secretário-geral do partido vietnamita, Lê Duẩn, dirige-se a Phnom Penh para restaurar a calma: Pol Pot se desculpa pelo "desconhecimento da topografia" demonstrado pelo Exército Revolucionário do Kampuchea. O conflito entre comunistas cambojanos e vietnamitas é político e territorial: o Quemer Vermelho se opõe à vontade hegemônica dos vietnamitas sobre os países da região e visa recuperar o território do Kampuchea Krom, que a maioria dos quemeres considera o berço de seu povo.
A hostilidade social e racial para com as populações de etnia vietnamita ocupa um lugar importante no programa do Quemer Vermelho que, a partir da conferência secreta realizada em maio de 1975 pelo “Angkar”, decide expulsar a minoria vietnamita do Camboja. Entre maio e setembro de 1975, cerca de 150 000 civis vietnamitas foram "repatriados voluntariamente" para o Vietnã (na verdade, muitas vezes expulsos do Camboja), mas, a partir do ano seguinte, a minoria vietnamita que permaneceu no Camboja foi proibida de deixar o país. Entre o final de 1975 e início de 1976, alguns dos antigos Khmer Issarak, comunistas cambojanos formados em Hanói, foram vítimas de expurgos. O governo de Pol Pot tenta manter uma fachada de relações amistosas com o Vietnã, no entanto, sem arrastar o Kampuchea Democrático para o caminho das concessões. Em março de 1976, pronúncia um discurso em uma reunião dos dirigentes do PCK, chamando o Vietnã de "dragão negro que cospe seu veneno". Em abril de 1976, os dois partidos comunistas concordaram em negociar um tratado sobre a fronteira Camboja-Vietnã, mas as negociações, no mês seguinte, tropeçam em particular na questão da fronteira marítima, e as reuniões seguintes são adiadas sem maiores detalhes. A cúpula anunciada para o mês de junho, em última análise, nunca acontece. Apesar das cortesias dos líderes do Quemer Vermelho para com seus homólogos vietnamitas, a propaganda interna do Kampuchea Democrático está cada vez mais hostil ao Vietnã. Em junho de 1977, o Ministério dos Negócios Estrangeiros cambojano publicou uma brochura destinada a provar que a perda do Kampuchea Krom foi obra das autoridades reais do passado e dos colonizadores franceses, em benefício dos "engolidores vietnamitas do território cambojano". A crescente animosidade entre os governos do Vietnã e do Camboja é ainda agravada pelo apoio dado a eles, respectivamente, pela União Soviética e pela República Popular da China: a rivalidade sino-soviética é transposta para o sudeste da Ásia. A insistência do Vietnã, que almeja a hegemonia na região, para obter "relações especiais" com Camboja e Laos, e o apoio que os Estados Unidos dão à China para fazer frente à URSS, ainda mantém a tensão.

Mapa da Indochina de 1976 a 1978: em pontilhado roxo estão as regiões vietnamitas reivindicadas pelo Quemer Vermelho; os círculos amarelos representam os campos de extermínio no Kampuchea.

Em 1 de abril de 1977, uma diretiva central ordenou que as autoridades locais prendessem todos de etnia vietnamita remanescentes no Camboja e os entregassem à segurança do Estado. Em meados de 1977, as tropas do Quemer Vermelho realizaram várias incursões mortais em território vietnamita, com o objetivo explícito de recuperar o território do Kampuchea Krom: Ta Mok, chefe militar da região sudoeste, teria considerado uma ofensiva até a cidade de Ho Chi Minh. As áreas fronteiriças do Vietnã, com uma população mista quemer-vietnamita, são alvo de ataques. Na primavera, o Quemer Vermelho efetua disparos de artilharia sob a cidade de Ke Mea. Em outro ataque, tropas cambojanas cruzaram a fronteira e massacraram cerca de duzentos civis no vilarejo de Prey Tameang. As tropas vietnamitas, por falta de ordem, não contra-atacaram e foi somente em 1978 que os crimes do Quemer Vermelho foram denunciados abertamente pelas autoridades vietnamitas. O Kampuchea Democrático além disso tenta fomentar revoltas das populações Khmer Krom contra o governo vietnamita.
Em 18 de julho de 1977, o Vietnã assinou um “tratado de amizade e cooperação” com o Laos, que coloca seu vizinho sob sua proteção; o Kampuchea Democrático, por sua vez, recusa-se a assinar um tratado semelhante. Cada vez mais preocupado com a atitude do Quemer Vermelho e não desejando ver no Camboja uma cabeça de ponte da República Popular da China que os ameaçaria em sua fronteira ocidental, os vietnamitas decidiram, no verão de 1977, intervir militarmente. Consequentemente, Camboja e Vietnã estão em um estado de "guerra não declarada". Em 31 de dezembro de 1977, 20 000 soldados vietnamitas cruzaram a fronteira com o Camboja, causando forte comoção internacional: eles se retiraram em 6 de janeiro de 1978, conduzindo em seu rastro 300 000 civis cambojanos. Se o Kampuchea Democrático denuncia uma incursão realizada contra seus cidadãos, o Vietnã declara, ao contrário, que os cambojanos se refugiaram voluntariamente em seu território.
Durante o ano de 1978, a tensão entre o Camboja e o Vietnã atingiu o seu máximo: o governo do Quemer Vermelho, que também multiplica os expurgos entre os seus membros, empreendeu perseguições raciais contra os vietnamitas que permaneceram no Camboja, que são massacrados como tal. Por sua vez, os vietnamitas se preparam metodicamente para o combate e neste instante contam abertamente com a URSS, importando armas soviéticas, assinando um “tratado de paz e cooperação” com o governo de Moscou e ingressando no Comecon em junho. Por meio do tratado com a URSS, o Vietnã envia uma clara advertência à China com o objetivo de dissuadi-la de ajudar militarmente o Quemer Vermelho, sob pena de represálias soviéticas. O Vietnã também se encarrega dos quadros do Quemer Vermelho que se refugiaram em seu território para escapar dos expurgos; Lê Đức Thọ tem a tarefa de supervisionar e prepará-los para a tomada do poder no Camboja. Em 2 de dezembro de 1978, setenta membros e oficiais dissidentes do Quemer Vermelho fundaram a Frente Unida Nacional para a Salvação do Kampuchea (FUNSK), da qual Heng Samrin assumiu a liderança.

## Desenrolar do conflito

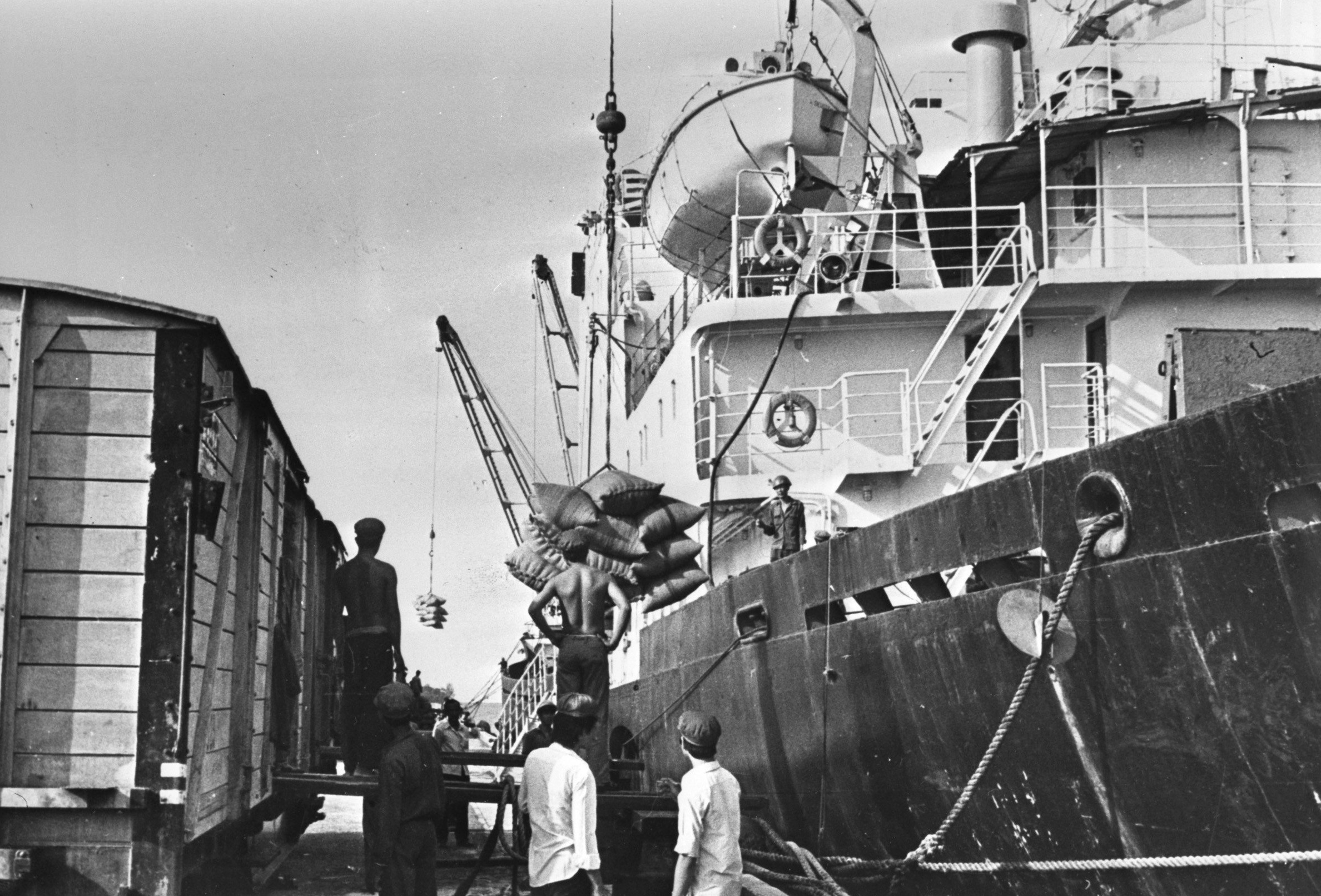
Um cargueiro soviético levando ajuda humanitária a Sihanoukville em novembro de 1979.

Em 21 de dezembro de 1978, o ministro da Defesa vietnamita, Võ Nguyên Giáp, preconiza o uso de "forças avassaladoras para aniquilar o inimigo". O Chefe do Estado-Maior do Exército Popular Vietnamita, o General Văn Tiến Dũng, planeja empregar a chamada estratégia de "lótus em flor", isto é, "um ataque surpresa no centro, a aniquilação do comando inimigo ali, em seguida, uma implantação para destruir os postos avançados do perímetro". A invasão começou em 25 de dezembro: após uma importante preparação de artilharia e bombardeios massivos realizados pela força aérea vietnamita, 170 000 soldados vietnamitas "voluntários" avançaram sobre o Camboja. As colunas vietnamitas partem de Buôn Ma Thuột e do Laos, e seguem em direção às províncias de Kratie e Stoeng Treng; a ofensiva é projetada no modelo de ataque do Viêt Cong ao território cambojano que se seguiu ao golpe de Estado de Lon Nol em 1970, mas prossegue muito mais rapidamente: Kratie cai em 30 de dezembro e Stoeng Treng quatro dias depois, deixando o nordeste do Camboja sob controle dos vietnamitas. Este primeiro ataque foi, no entanto, apenas uma distração e, em 1 de janeiro, o corpo principal das tropas vietnamitas realizou um ataque que rompeu as linhas de defesa do Quemer Vermelho e tomou as estradas nacionais 1 e 7 para marchar em Phnom Penh.
Na estrada nacional 7, em Kampong Cham, as tropas do ministro da defesa cambojano Son Sen conseguem retardar o avanço dos vietnamitas por cerca de 48 horas, mas o quartel-general de Son Sen foi invadido e ele próprio por pouco não foi feito prisioneiro. As tropas de Ta Mok também resistiram ferozmente em Neak Luong e na estrada entre Kompong Som e Phnom Penh. Mas a estratégia do Kampuchea Democrático, desenvolvida por Son Sen, não consegue imobilizar metade das tropas do Quemer Vermelho em posições avançadas e fixas, em vez de adotar táticas de guerrilha móvel. As tropas cambojanas, portanto, ofereceram um alvo ideal para os vietnamitas, que desmantelaram o escudo defensivo do Quemer Vermelho em menos de uma semana. Unidades inteiras do exército do Quemer Vermelho passaram para o inimigo, e levantes armados e dispersos ocorreram no norte do país, entre civis, mas também entre soldados. Os quadros e soldados do Quemer Vermelho são linchados, outros fogem para escapar da vingança popular.
Enquanto o país está sendo devastado por conflitos, Pol Pot se absorve em atividades rotineiras. Nos primeiros dias de 1979, as quedas de Kratie e depois Kampong Cham, fizeram o governo do Kampuchea Democrático entender a gravidade de sua situação. Por ordem de Pol Pot, Norodom Sihanouk e Penn Nouth, sob prisão domiciliar por vários anos, foram evacuados do país. Pol Pot recebe Sihanouk antes da partida deste o último e, segundo o depoimento do príncipe, faz-lhe um discurso delirante no qual se declara convencido da vitória sobre os vietnamitas graças ao apoio do povo cambojano. Ele defende ainda um retorno às táticas de guerrilha para derrotar o Vietnã a longo prazo. Em 5 de janeiro, Pol Pot faz um discurso convidando o povo cambojano a “uma longa guerra contra o expansionismo soviético internacional e o Pacto de Varsóvia” e elogiando “o valente e invencível exército cambojano”. Todos os membros do governo do Quemer Vermelho fugiram entre 4 e 7 de janeiro, abandonando à própria sorte a população de 40 000 trabalhadores e soldados em Phnom Penh. Ta Mok é o último a partir na manhã do dia 7 de janeiro. Na prisão de Tuol Sleng, prisioneiros ainda estão sendo interrogados em 5 de janeiro, quando Douch recebe uma mensagem urgente de Nuon Chea ordenando-lhe que execute os últimos detidos. Ele obedeceu, mas não teve tempo de destruir os arquivos da prisão, que posteriormente cairam nas mãos dos vietnamitas. Quando o exército vietnamita entrou em Phnom Penh em 7 de janeiro, encontrou uma cidade vazia, abandonada por seus defensores. Os abusos cometidos por soldados do Quemer Vermelho ainda acontecem até meados de janeiro, quando unidades do exército do Kampuchea Democrático retornam às aldeias para matar seus moradores.

## Consequências

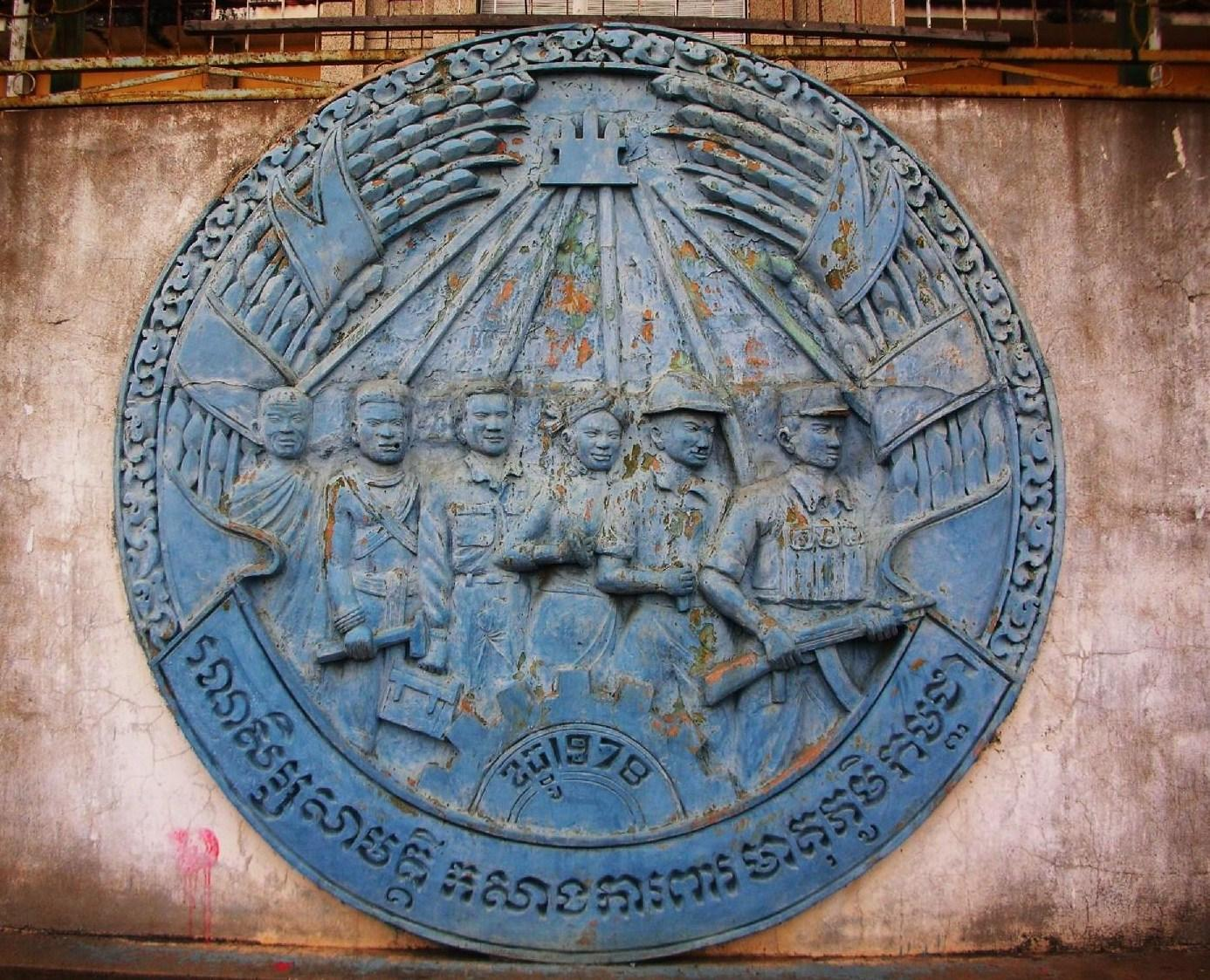
Emblema da FUNSK.

A partir de 11 de janeiro, os homens do FUNSK são instalados no poder. O novo regime da República Popular do Kampuchea, apoiado pelo Vietnã, é proclamado, sob a liderança de Heng Samrin, que ocupa o cargo de “Presidente do Conselho Popular Revolucionário”. O novo regime construiu grande parte de seu discurso sobre a denúncia dos crimes do Quemer Vermelho: em agosto, Pol Pot e Ieng Sary foram condenados à morte à revelia.
A derrubada do Quemer Vermelho pelos vietnamitas levou, no mês seguinte, à intervenção militar da República Popular da China, que pretendia “punir” o Vietnã e pôr fim à sua hegemonia na região. A guerra sino-vietnamita termina após um mês com a retirada das tropas chinesas. O Vietnã apoiado pela URSS agora domina politicamente o Laos e o Camboja, os dois outros regimes comunistas vizinhos.
O Quemer Vermelho reconstituiu suas forças na fronteira tailandesa: apoiados pela Tailândia que intencionava conter o Vietnã, lançaram novos ataques no verão de 1979. O Kampuchea Democrático também continua a ser reconhecido pela ONU e ocupa a cadeira do Camboja nas Nações Unidas. O Quemer Vermelho é igualmente apoiado pelo Reino Unido (que envia o Serviço Aéreo Especial, as forças especiais britânicas, treinam o Quemer Vermelho em tecnologias de minas terrestres) e pelos Estados Unidos. Esses dois países também impõem um embargo ao Camboja.
No início da década de 1980, o Quemer Vermelho formou uma nova aliança com Sihanouk, bem como com a Frente Nacional de Libertação do Povo Quemer (FNLPK), agrupando cerca de 40 000 combatentes em 1990.
Embora o exército vietnamita tenha se retirado oficialmente do Camboja em 26 de setembro de 1989 - mas mantendo por algum tempo um contingente reduzido - a guerra de guerrilha continuou neste país até a década de 1990: a situação política no Camboja começou a ser resolvida em 1991 pelos acordos de Paris. O Quemer Vermelho conseguiu retomar o controle de certas áreas do país, mas depois manteve-se excluído da transição política resultante dos acordos de 1991 e retomou as hostilidades. O conflito termina completamente com a derrota do Quemer Vermelho em 1998-1999.